# Tessy-sur-Vire
Tessy-sur-Vire ist eine Ortschaft und eine Commune déléguée in der französischen Gemeinde Tessy-Bocage mit 1.425 Einwohnern (Stand: 1. Januar 2018) im Département Manche in der Normandie. Die Einwohner werden Tessyais genannt.
Seit dem 1. Januar 2016 gehört Tessy-sur-Vire zur Commune nouvelle Tessy Bocage. 

## Geografie
Tessy-sur-Vire liegt etwa 15 Kilometer südlich von Saint-Lô am Vire.

## Geschichte
Im Zweiten Weltkrieg wurde Tessy-sur-Vire am 28. Juli 1944 von der deutschen Besatzung befreit.

## Sehenswürdigkeiten
- Kirche Saint-Pierre aus dem 15. Jahrhundert, Umbauten aus dem 19. Jahrhundert

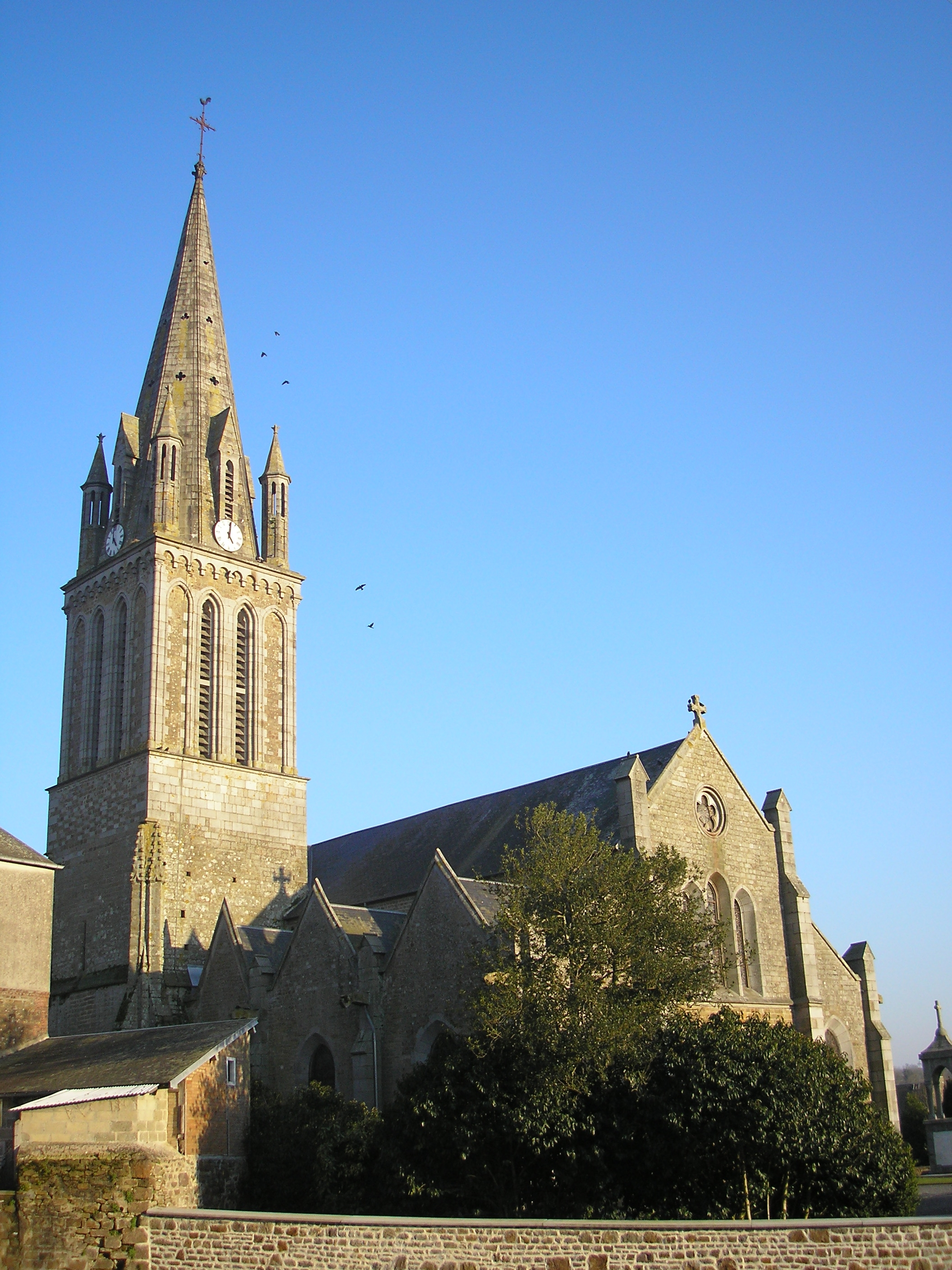
Kirche Saint-Pierre

- Schloss La Millerie mit Park

## Partnerschaften
Mit den britischen Gemeinden Lydiard Tregoze und Lydiard Millicent in Wiltshire (England) besteht eine Partnerschaft.

## Persönlichkeiten
- Jean Lepage (1779–1822), Büchsenmacher, entwickelte das Karabinergewehr weiter